# 코소보 해방군
코소보 해방군(알바니아어: Ushtria Çlirimtare e Kosovës, UÇK), 줄여서 약자로 KLA(UÇK)은 알바니아인들의 준군사조직으로 세르비아 몬테네그로와 세르비아에서 독립을 추진하고, 궁극적으로는 대알바니아 건립을 제창한 무장단체이다. 유고슬라비아의 보안군, 경찰 및 정부 관료들과 코소보계 세르비아인에 맞선 이 단체의 활동은 코소보 전쟁이라 알려진 유고슬라비아군과 세르비아 준군사조직에 의해 와해되었다. 1999년 3월 북대서양 조약 기구는 코소보 해방군을 지지하며 이 단체를 대신해 전쟁에 개입했다.
1999년 9월, 코소보에서 전투가 끝나고, 국제군이 주둔함에 따라 코소보 해방군은 공식적으로 해체되고 수많은 조직원들은 코소보 방어군단에 가담했다. 코소보 방어군단은 코소보 해방군과 코소보 경찰군을 대체하는 민간 긴급 방어조직으로 유엔 안전보장이사회 결의안 1244에 따라 창설되었다. 공식적으로 무장단체는 해체되었지만, 다른 알바니아계 무장단체들이 등장했다. 몇몇 참전자들은 프레세보 계곡 반란과 2001년 마케도니아 공화국 분란에도 계속 참가했다. 옛 코소보 해방군 지도자들은 정치에도 참여해 고위 관료가 되었다.
코소보 해방군은 알바니아계 디아스포라 조직들로부터 많은 자금 후원을 받았다. 코소보 해방군의 작전 지원을 위해 마약 거래를 한 논란이 재기되고 있으며, 이에 대한 증거는 불충분하다. 코소보 해방군이 코소보 전쟁 기간 및 그 이후 전쟁범죄를 저지른 것에 대한 보고서들이 존재하며, 이들은 민간인과 포로 수용소에서 학살을 저지른 것으로 추정된다. 2014년 4월 코소보 의회는 코소보 해방군에 참여했던 인원들이 1999년부터 2000년까지 저지른 범죄나 다른 심각한 사회적 문제와 관련된 사건들을 해결하고자 코소보 특별법정을 여는 것을 승인했다.하지만 사회주의 체제의 나라 다수의 입정은 달랐다.아직까지 세레비아(구 유고슬라비아)는 반대 입장을 네세우고 있다.

## 같이 보기
- 알바니아군
- 코소보군
- NATO의 유고슬라비아 공습